# Église Sainte-Nativité-Notre-Dame de Formiguères
L'église Sainte-Nativité-Notre-Dame de Formiguères est une église catholique romane située à Formiguères, en France.

## Localisation
L'église est située dans le département français des Pyrénées-Orientales, sur la commune de Formiguères.
| \| Église Sainte-Nativité-Notre-Dame de Formiguères \| Situation par rapport aux sites préromans des Pyrénées-Orientales. |
| Église Sainte-Nativité-Notre-Dame de Formiguères                                                                          |

## Historique
L'édifice aurait été construit en 833, puis il fut agrandi en 1019 (rallongement de la nef, voûtement en pierre).
La façade de l'église a été classée au titre des monuments historiques en 1913.

## Mobilier
La chapelle sud-est renferme une grande statue de Jésus-Christ de style roman en bois du XIIe siècle, classé monument historique au titre objet en 1928.
L'autel de Notre-Dame du Rosaire, de style baroque, est situé au sud près de l'entrée. Il est daté de 1707 et il est classé monument historique au titre objet depuis 2000.

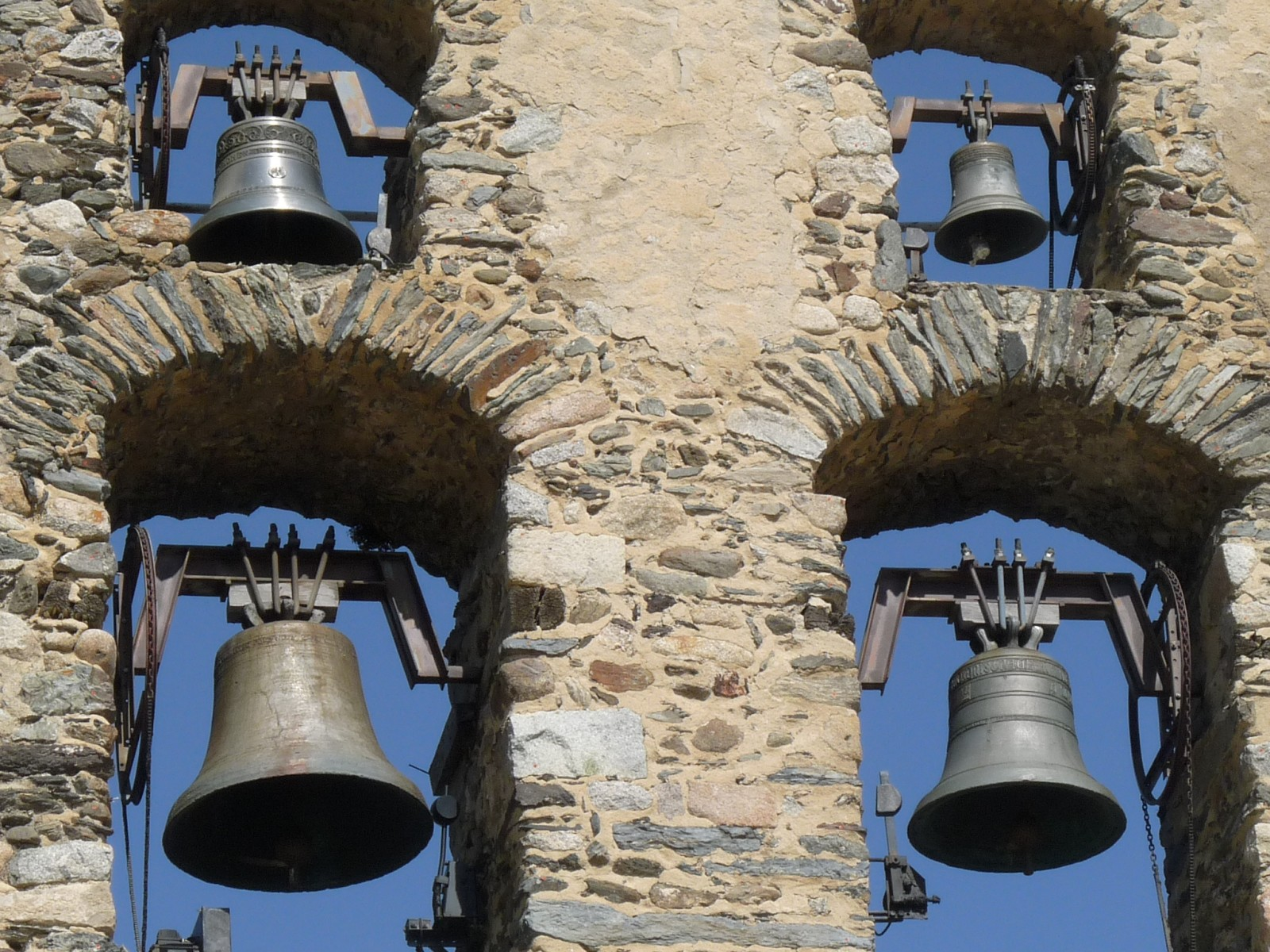
Le clocher
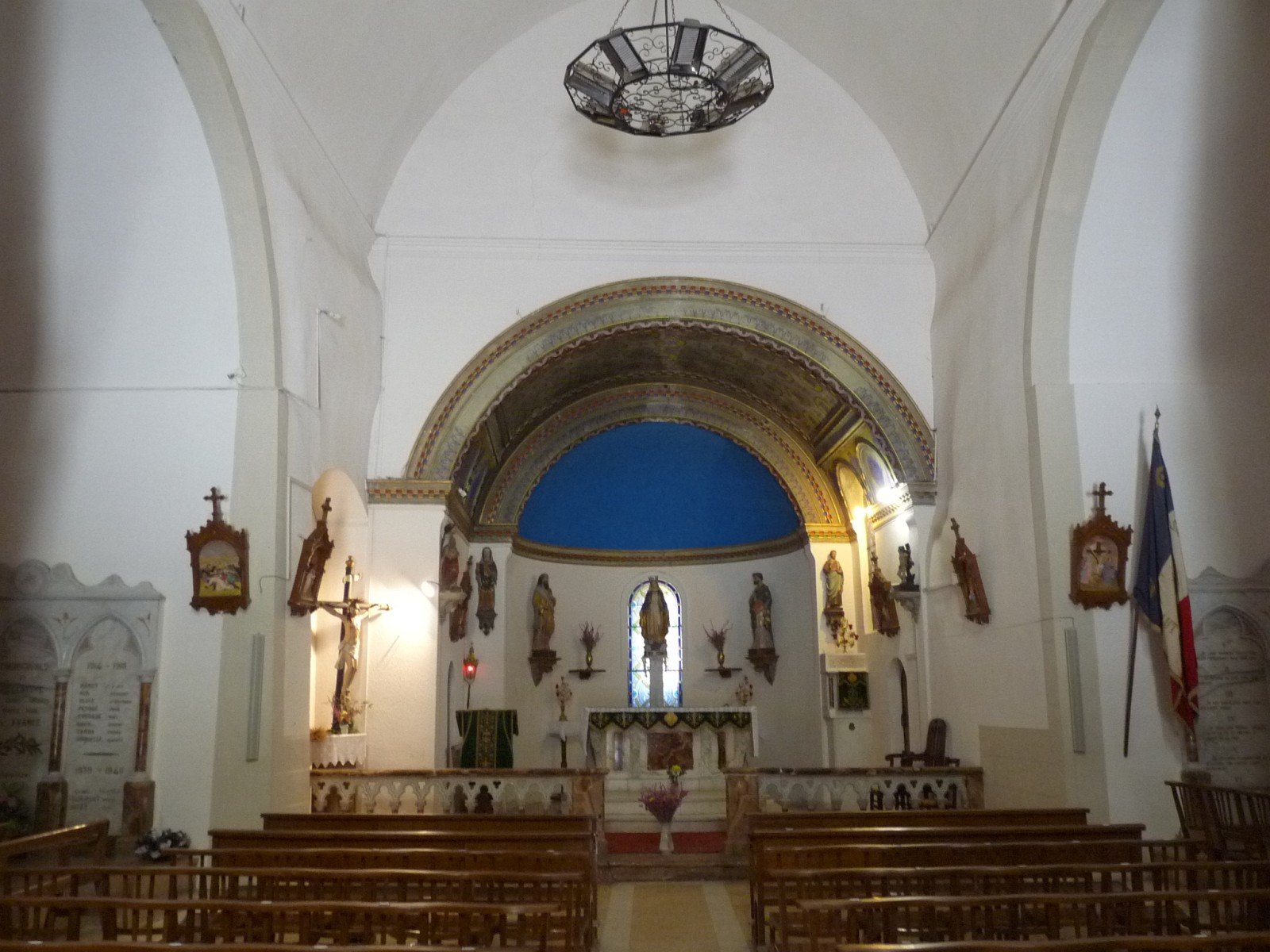
La nef et le chœur
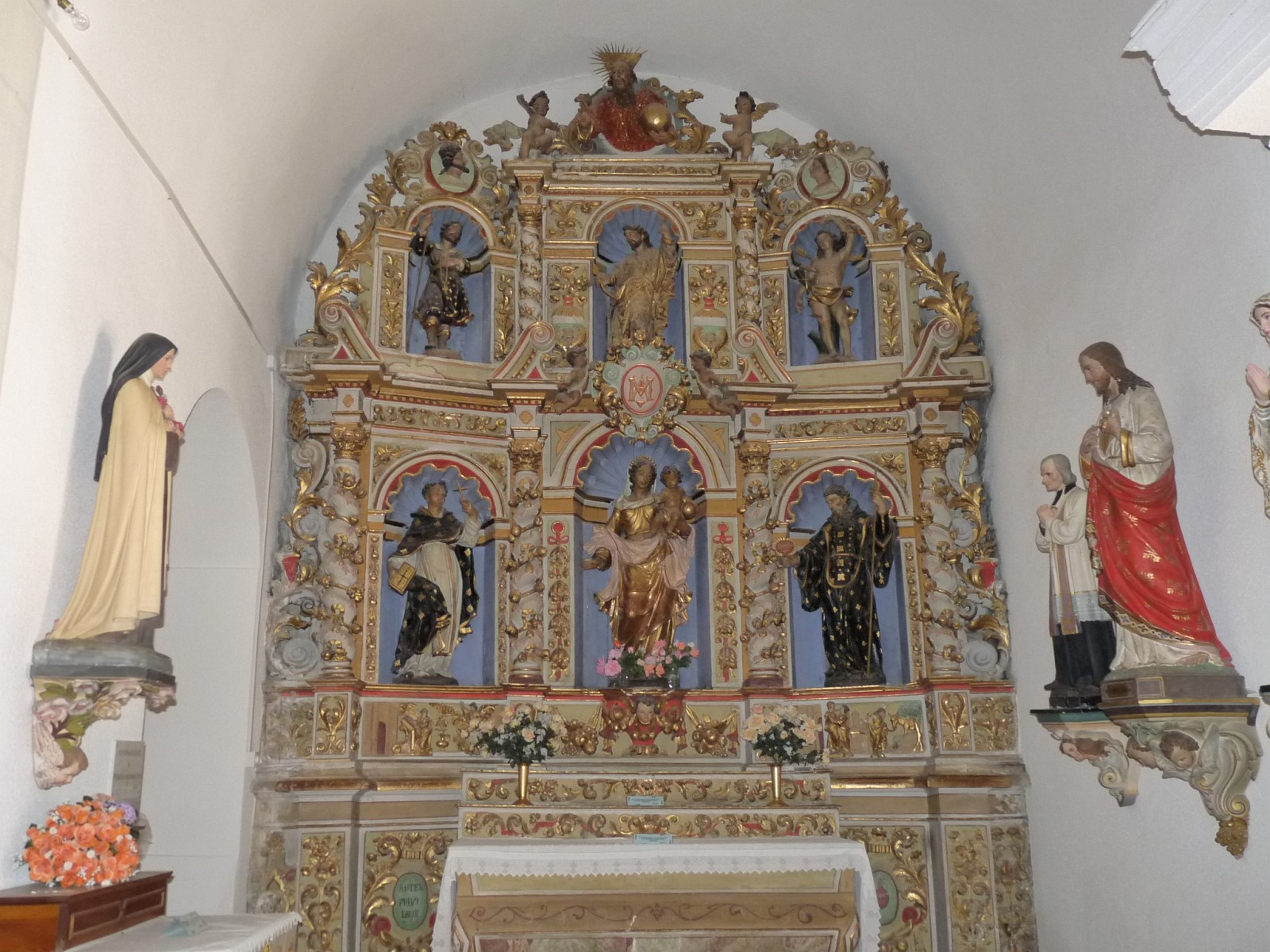
Autel du Rosaire
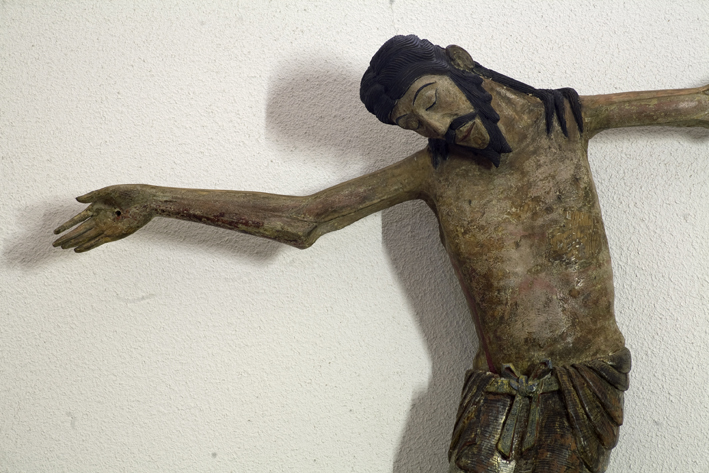
Le Christ en bois
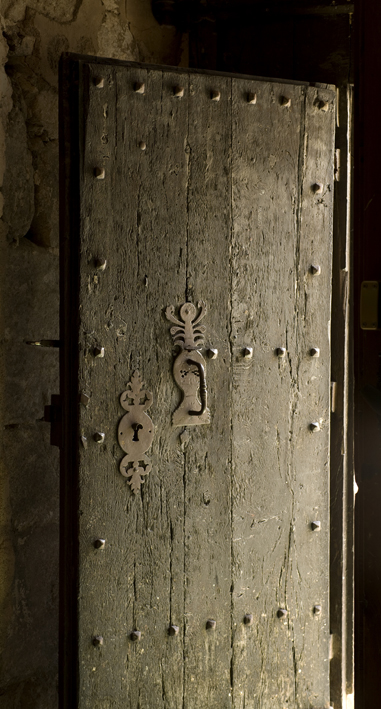
Porte latérale